# Jiří Jirmal
Jiří Jirmal, vlastním jménem Jiří Novák (24. dubna 1925 Praha – 11. prosince 2019 Praha), byl přední český kytarista, hudební skladatel, publicista a pedagog. Ve své praxi se hodně věnoval jak jazzové hudbě, tak i interpretaci vážné hudby. Absolvoval státní konzervatoř, kde studoval u profesora Štěpána Urbana.

## Život
V padesátých a šedesátých letech byl vyhledávaným kytaristou a spolupracoval například s Orchestrem Karla Vlacha, orchestrem Karla Krautgartnera, klarinetistou Ferdinandem Havlíkem, kontrabasistou Antonínem Gondolánem, vystoupil s Janem Werichem a s dalšími umělci a hudebními tělesy.
V roce 1963 spolupracoval v Německu s předním kytaristou Siegfriedem Behrendem a vyučoval na Vysoké hudební škole v Saarbrückenu. Zde také studoval renesanční a barokní kytarovou a loutnovou literaturu. Krátce na to se také stal profesorem na Pražské konzervatoři, kde pomohl vychovat řadu českých kytaristů (např. Vladimíra Mikulku, Stanislava Barka nebo Rudolfa Daška). Ve finále největší a nejprestižnější světové kytarové soutěže, pořádané francouzským rozhlasem v Paříži, se umístilo 11 jeho žáků z celého světa. Tři získali první ceny (Vladimír Mikulka, Kerstin Eisenbarth, Khaled Arman), dva druhé a šest třetí ceny. Tím se stal nejúspěšnějším pedagogem této soutěže.
Jiří Jirmal je oceňován jakožto skvělý improvizátor a interpret vážné, jazzové i taneční hudby[zdroj⁠?!], přestože musel díky úrazu ruky při autonehodě koncertní činnost na čas přerušit a věnovat se především pedagogické, publicistické a skladatelské činnosti. Asi od roku 2000 spolupracoval s Miloslavem Klausem, se kterým také pravidelně koncertoval. Od roku 2005 opět sám koncertoval.
Je, mimo jiné, také autorem řady skladeb vycházejících z brazilské a latinskoamerické hudební tradice v rytmu samby, rumby, bossa novy apod. Také je autorem dvou učebnic hry na kytaru – Škola hry na kytaru (vydavatel Bärenreiter) a Základy kytarové techniky (vyd. Bärenreiter). V roce 2008 vydal autorské album Classical Guitar Jazz Performances.